# Неде
Неде (нід. Neede) — місто в нідерландській провінції Гелдерланд. Входить до муніципалітету Беркелланд.
Мало статус окремого муніципалітету до початку 2005 року, коли разом із сусідніми муніципалітетами Боркюло, Ейберген та Рюрло утворило муніципалітет Беркелланд..

## Галерея

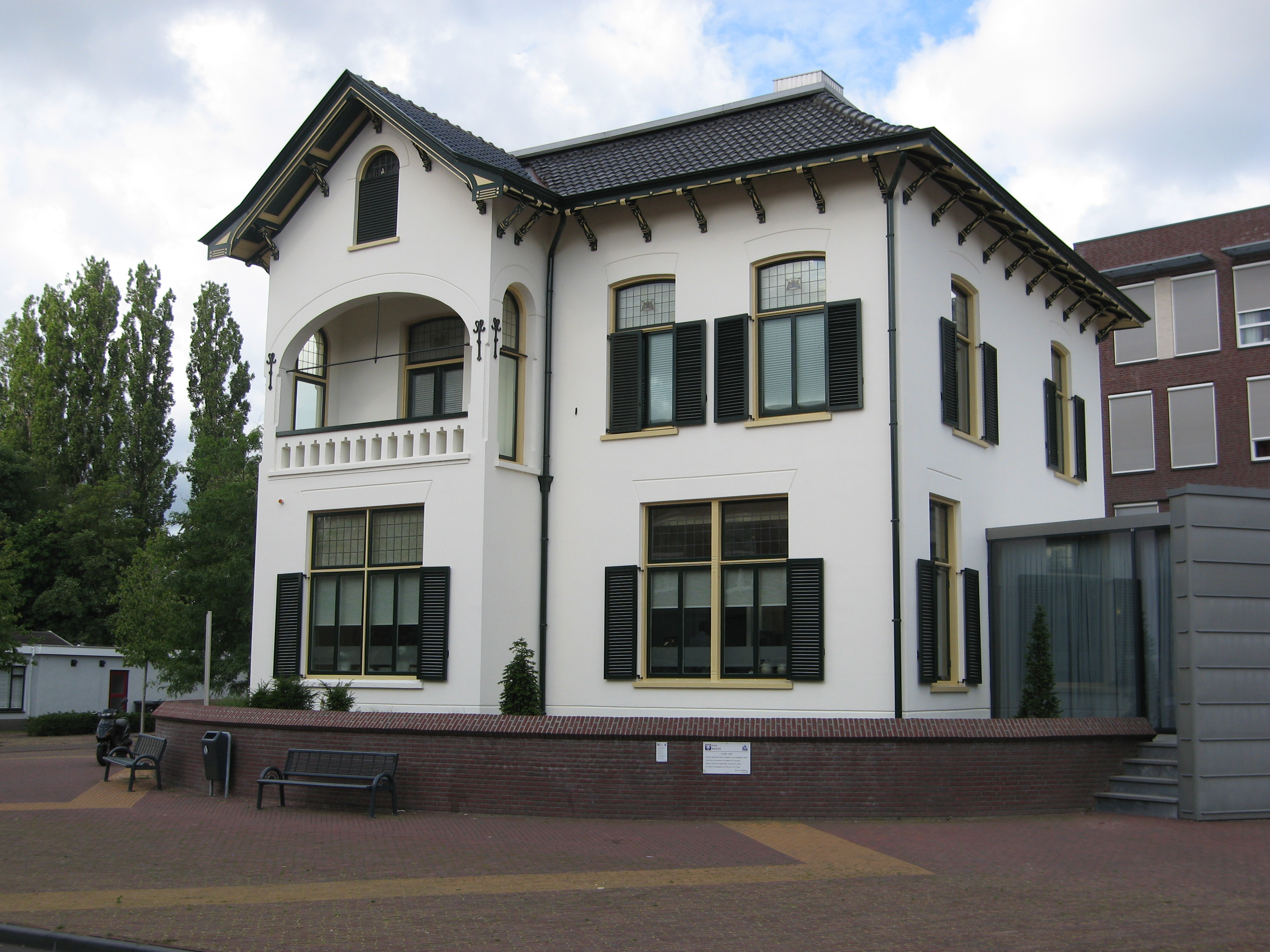
Сільський будинок
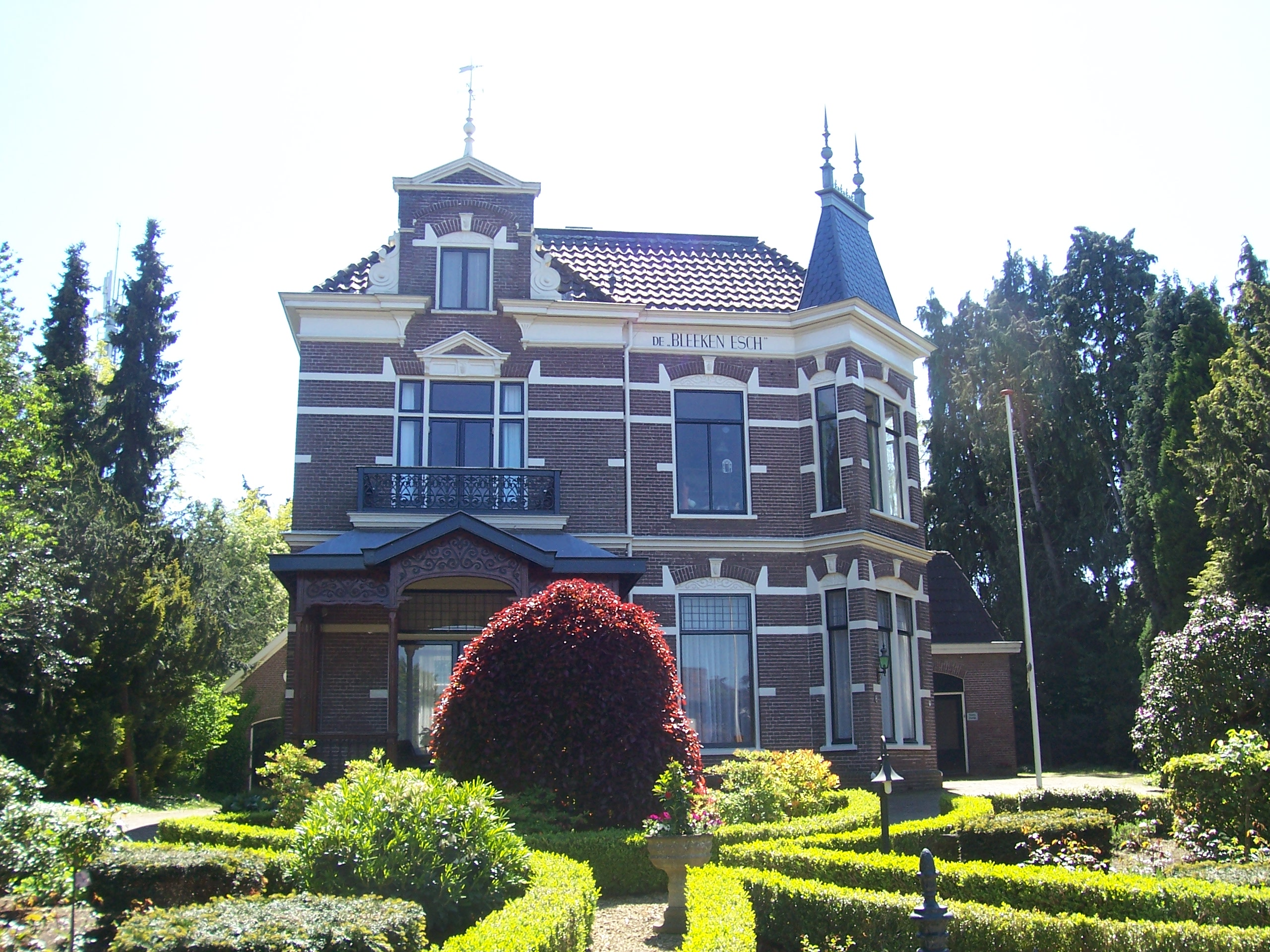
Вілла
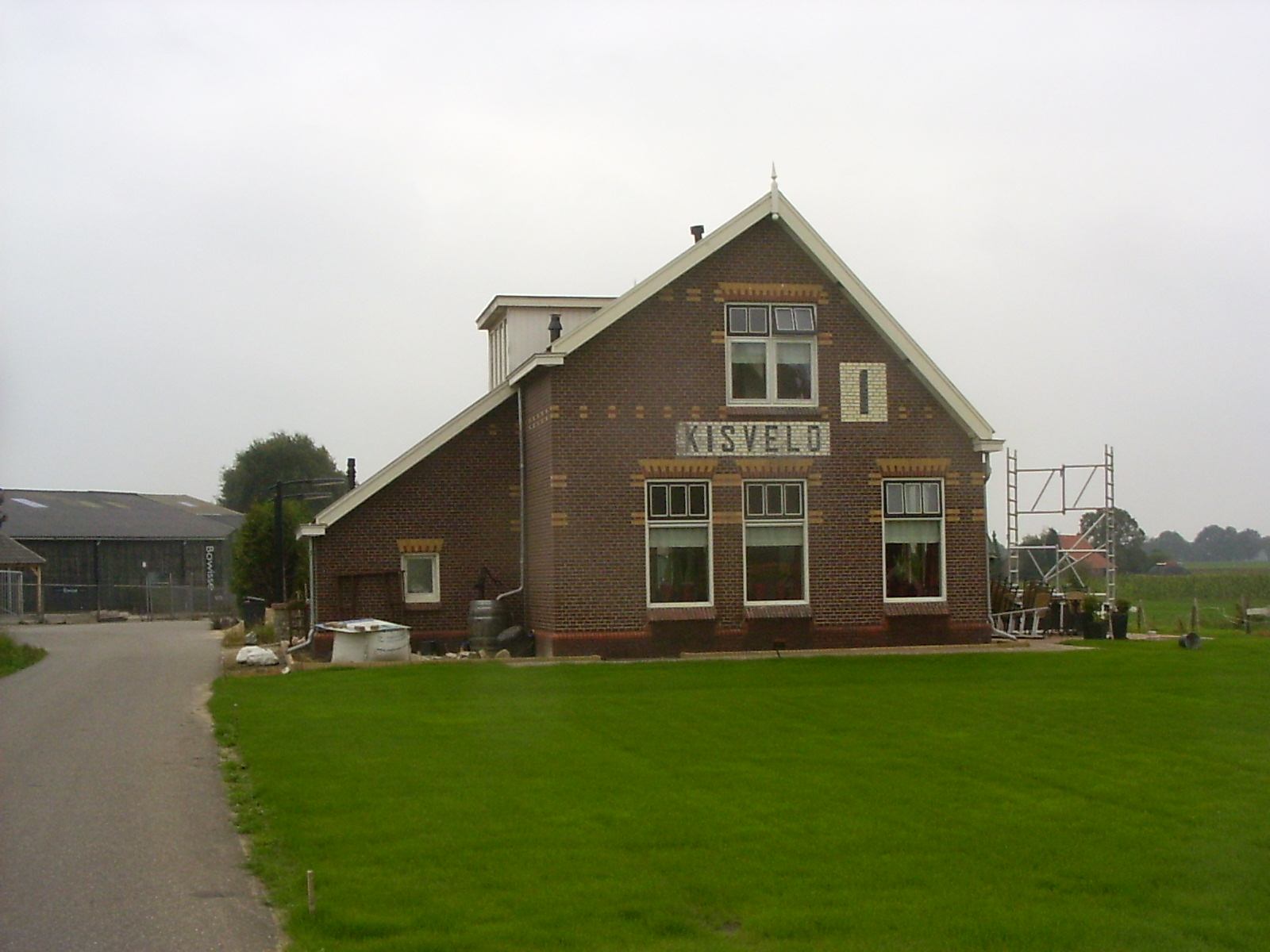
Колишня залізнична станція
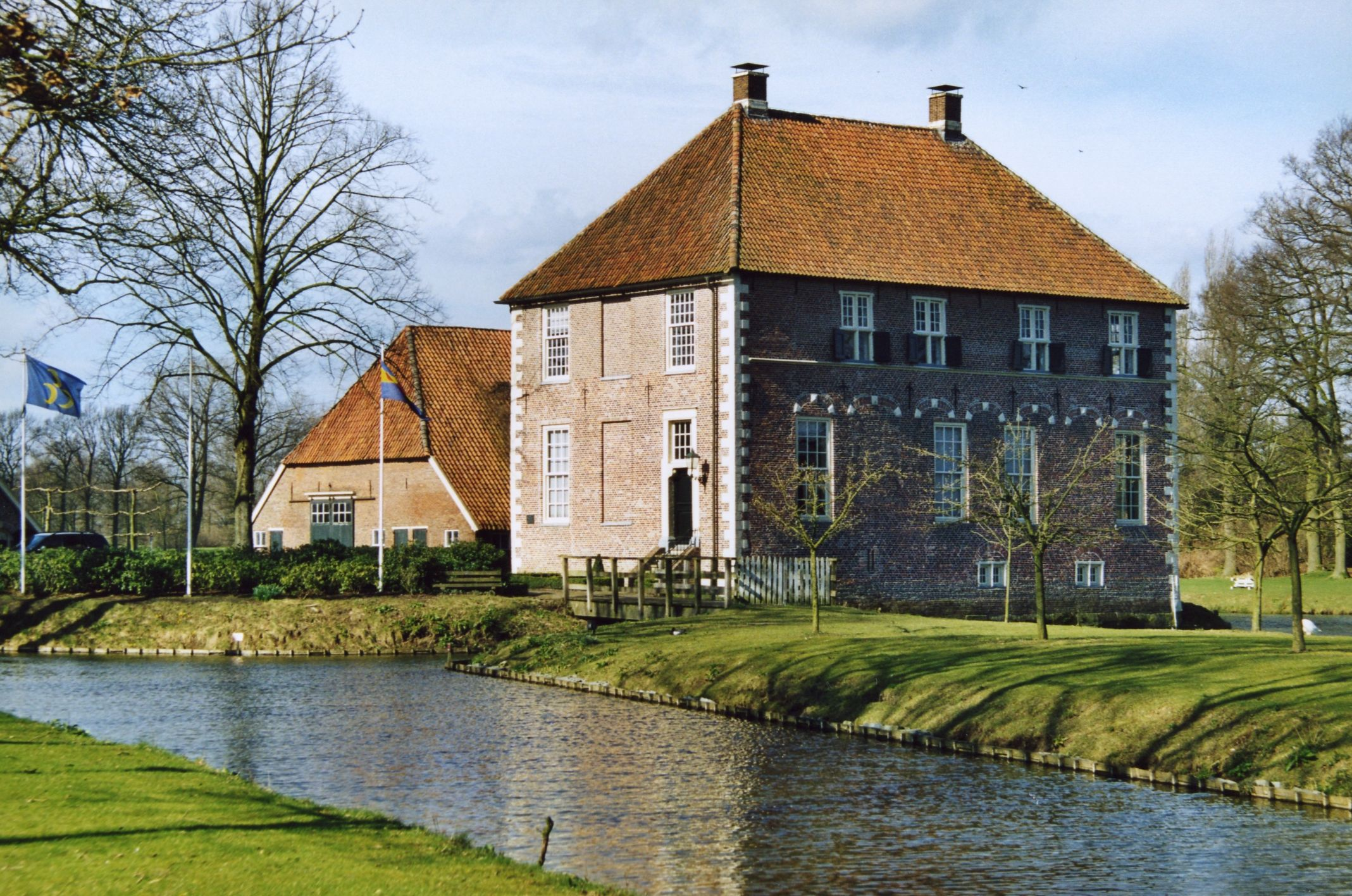